# Tales from Topographic Oceans
Tales from Topographic Oceans är ett konceptalbum av den progressiva musikgruppen Yes från 1973. Albumet var Yes mest ambitiösa försök att skriva episka, långa stycken, som bildade en sammanhållen helhet. Albumet producerades av Eddie Offord. Denna dubbel-LP var uppföljaren till Close to the Edge, som både hade varit en stor kritiker- och publikframgång.
Konceptet till Tales... skapades av sångaren Jon Anderson tillsammans med gitarristen Steve Howe och var inspirerad av en fotnot i Paramhansa Yoganandas Autobiography of a Yogi. Texterna till de fyra kompositionerna, "The Revealing Science of God", "The Remembering", "The Ancient" och "Ritual", är starkt religiöst och metafysiskt präglade. Musikaliskt sett är LP:n enligt många, inte minst Yes egna medlemmar, ojämn, men innehåller otvivelaktigt avsnitt av stor musikalisk finess och skönhet. Verket har värderats mycket olika av både kritiker och publik, men fick en väsentligen negativ kritik när LP:n släpptes 1973. Rick Wakeman var missnöjd med Tales... och lämnade gruppen kort efter att turnén på albumet avslutats.
Vid återutgivningen av albumet 2003 inkluderades två extra minuter av första låten som redigerats bort alldeles innan originalalbumet skulle ges ut.
Omslag är gjort av Roger Dean och enligt många ett av de vackraste han gjort.

## Låtlista
Text av Jon Anderson och Steve Howe, om annat inte anges.
Musik av Jon Anderson, Chris Squire, Steve Howe, Rick Wakeman och Alan White
Sida ett
1. "The Revealing Science of God (Dance of the Dawn)" - 22:22

Sida två
1. "The Remembering (High the Memory)" (text av Yes) - 20:38

Sida tre
1. "The Ancient (Giants Under the Sun)" (text av Anderson/Howe/Squire) - 18:35

Sida fyra
1. "Ritual (Nous Sommes Du Soleil)" - 21:37

## Medverkande
- Jon Anderson - Sång
- Steve Howe - Gitarr och sång
- Chris Squire - Bas och sång
- Rick Wakeman - Keyboards
- Alan White - Trummor och slagverk